# Khotyn
Khotyn (em ucraniano:  Хоти́н; em polonês/polaco:  Chocim; em romeno:  Hotin; em turco:  Hotin; em iídiche:  כעטין) é uma cidade da Ucrânia, situada no Oblast de Chernivtsi. Tem 20,39 km² de área e sua população em 2020 foi estimada em 9.132 habitantes.